# سوارکار آبی (نقاشی)
سوارکار آبی (آلمانی: Der Blaue Reiter) یک نقاشی رنگ روغن روی کارت از واسیلی کاندینسکی است که سال ۱۹۰۳ کشیده شد و اکنون در یک مجموعهٔ خصوصی در زوریخ نگهداری می‌شود. این نقاشی سرآغاز گذر کاندینسکی از امپرسیونیسم به هنر آبسترهٔ مدرن است که او از پیشگامان آن به‌شمار می‌رود.
نام جنبش هنری سوارکار آبی که کاندینسکی به همراه فرانتس مارک بنیان گذاشت، از همین نقاشی گرفته شده‌است.